# Collegio di Hexham
Hexham è un collegio elettorale situato nel Northumberland, nel Nord Est dell'Inghilterra, e rappresentato alla Camera dei comuni del Parlamento del Regno Unito. Elegge un membro del parlamento con il sistema first-past-the-post, ossia maggioritario a turno unico; l'attuale parlamentare è Joe Morris del Partito Laburista, che rappresenta il collegio dal 2024.

## Estensione

Hexham dal 2010 al 2024

Il collegio prende il nome dalla città di Hexham, nel Northumberland. Comprende l'ex distretto di Tynedale e parte dell'ex distretto di Castle Morpeth. 
Dal 2010 al 2024 è stato costituito dai ward elettorali dell'ex distretto di Tynedale e dai ward dell'ex distretto di Castle Morpeth di Heddon-on-the-Wall, Ponteland East, Ponteland North, Ponteland South, Ponteland West, Stamfordham e Stannington. Dal 2024 è formato dal ward della città di Newcastle upon Tyne di Callerton and Throckley e dalle divisioni elettorali della contea del Northumberland di Bellingham; Bywell; Corbridge; Haltwhistle; Haydon and Hadrian; Hexham Central with Acomb; Hexham East; Hexham West; Humshaugh; Longhorsley; Ponteland East and Stannington; Ponteland North; Ponteland South with Heddon; Ponteland West; Prudhoe North; Prudhoe South; South Tynedale e Stocksfield and Broomhaugh.

## Membri del parlamento
| Elezione | Elezione             | Deputato                 | Partito      |
| -------- | -------------------- | ------------------------ | ------------ |
|          | 1885                 | Miles MacInnes           | Liberale     |
|          | 1892 (S)             | Nathaniel George Clayton | Conservatore |
|          | 1893 (S)             | Miles MacInnes           | Liberale     |
| 1895     | Wentworth Beaumont   |                          | Liberale     |
| 1907 (S) | Richard Durning Holt |                          | Liberale     |
|          | 1918                 | Douglas Clifton Brown    | Conservatore |
|          | 1923                 | Victor Finney            | Liberale     |
|          | 1924                 | Douglas Clifton Brown    | Conservatore |
|          | 1943                 | Douglas Clifton Brown    | Speaker      |
|          | 1951                 | Rupert Speir             | Conservatore |
| 1966     | Geoffrey Rippon      |                          | Conservatore |
| 1987     | Alan Amos            |                          | Conservatore |
| 1992     | Peter Atkinson       |                          | Conservatore |
| 2010     | Guy Opperman         |                          | Conservatore |
|          | 2024                 | Joe Morris               | Laburista    |

## Elezioni

### Elezioni negli anni 2020
| Partito                    | Partito                                           | Candidato                  | Risultati 4 luglio 2024 | Risultati 4 luglio 2024 |
| Partito                    | Partito                                           | Candidato                  | Voti                    | %                       |
| -------------------------- | ------------------------------------------------- | -------------------------- | ----------------------- | ----------------------- |
|                            | Laburista                                         | Joe Morris                 | 23 988                  | 46,28                   |
|                            | Conservatore                                      | Guy Opperman               | 20 275                  | 39,12                   |
|                            | Verdi                                             | Nick Morphet               | 2 467                   | 4,76                    |
|                            | Lib Dem                                           | Nick Cott                  | 2 376                   | 4,58                    |
|                            | Indipendente                                      | Chris Whaley               | 1 511                   | 2,92                    |
|                            | Social Democratico                                | William Clouston           | 1 211                   | 2,34                    |
|                            |                                                   |                            |                         |                         |
| Iscritti                   | Iscritti                                          | Iscritti                   | 76 431                  | 100,00                  |
| ↳ Votanti (% su iscritti)  | ↳ Votanti (% su iscritti)                         | ↳ Votanti (% su iscritti)  | 51 828                  | 67,81                   |
| ↳ Astenuti (% su iscritti) | ↳ Astenuti (% su iscritti)                        | ↳ Astenuti (% su iscritti) | 24 603                  | 32,19                   |
|                            |                                                   |                            |                         |                         |
|                            | Esito: collegio passa da Conservatore a Laburista |                            |                         |                         |

### Elezioni negli anni 2010
| Partito                    | Partito                                   | Candidato                  | Risultati 12 dicembre 2019 | Risultati 12 dicembre 2019 |
| Partito                    | Partito                                   | Candidato                  | Voti                       | %                          |
| -------------------------- | ----------------------------------------- | -------------------------- | -------------------------- | -------------------------- |
|                            | Conservatore                              | Guy Opperman               | 25 152                     | 54,50                      |
|                            | Laburista Co-Op                           | Penny Greenan              | 14 603                     | 31,64                      |
|                            | Lib Dem                                   | Stephen Howse              | 4 672                      | 10,12                      |
|                            | Verdi                                     | Nick Morphet               | 1 723                      | 3,73                       |
|                            |                                           |                            |                            |                            |
| Iscritti                   | Iscritti                                  | Iscritti                   | 61 324                     | 100,00                     |
| ↳ Votanti (% su iscritti)  | ↳ Votanti (% su iscritti)                 | ↳ Votanti (% su iscritti)  | 46 150                     | 75,26                      |
| ↳ Astenuti (% su iscritti) | ↳ Astenuti (% su iscritti)                | ↳ Astenuti (% su iscritti) | 15 174                     | 24,74                      |
|                            |                                           |                            |                            |                            |
|                            | Esito: collegio confermato a Conservatore |                            |                            |                            |

| Partito                    | Partito                                   | Candidato                  | Risultati 8 giugno 2017 | Risultati 8 giugno 2017 |
| Partito                    | Partito                                   | Candidato                  | Voti                    | %                       |
| -------------------------- | ----------------------------------------- | -------------------------- | ----------------------- | ----------------------- |
|                            | Conservatore                              | Guy Opperman               | 24 996                  | 54,08                   |
|                            | Laburista Co-Op                           | Stephen Powers             | 15 760                  | 34,09                   |
|                            | Lib Dem                                   | Fiona Hall                 | 3 285                   | 7,11                    |
|                            | Verdi                                     | Wesley Foot                | 1 253                   | 2,71                    |
|                            | UKIP                                      | Francis Miles              | 930                     | 2,01                    |
|                            |                                           |                            |                         |                         |
| Iscritti                   | Iscritti                                  | Iscritti                   | 61 549                  | 100,00                  |
| ↳ Votanti (% su iscritti)  | ↳ Votanti (% su iscritti)                 | ↳ Votanti (% su iscritti)  | 46 224                  | 75,10                   |
| ↳ Astenuti (% su iscritti) | ↳ Astenuti (% su iscritti)                | ↳ Astenuti (% su iscritti) | 15 325                  | 24,90                   |
|                            |                                           |                            |                         |                         |
|                            | Esito: collegio confermato a Conservatore |                            |                         |                         |

| Partito                    | Partito                                   | Candidato                  | Risultati 7 maggio 2015 | Risultati 7 maggio 2015 |
| Partito                    | Partito                                   | Candidato                  | Voti                    | %                       |
| -------------------------- | ----------------------------------------- | -------------------------- | ----------------------- | ----------------------- |
|                            | Conservatore                              | Guy Opperman               | 22 834                  | 52,68                   |
|                            | Laburista                                 | Liam Carr                  | 10 803                  | 24,92                   |
|                            | UKIP                                      | David Nicholson            | 4 302                   | 9,93                    |
|                            | Lib Dem                                   | Jeff Reid                  | 2 961                   | 6,83                    |
|                            | Verdi                                     | Lee Williscroft-Ferris     | 2 445                   | 5,64                    |
|                            |                                           |                            |                         |                         |
| Iscritti                   | Iscritti                                  | Iscritti                   | 60 622                  | 100,00                  |
| ↳ Votanti (% su iscritti)  | ↳ Votanti (% su iscritti)                 | ↳ Votanti (% su iscritti)  | 43 345                  | 71,50                   |
| ↳ Astenuti (% su iscritti) | ↳ Astenuti (% su iscritti)                | ↳ Astenuti (% su iscritti) | 17 277                  | 28,50                   |
|                            |                                           |                            |                         |                         |
|                            | Esito: collegio confermato a Conservatore |                            |                         |                         |

| Partito                    | Partito                                   | Candidato                  | Risultati 6 maggio 2010 | Risultati 6 maggio 2010 |
| Partito                    | Partito                                   | Candidato                  | Voti                    | %                       |
| -------------------------- | ----------------------------------------- | -------------------------- | ----------------------- | ----------------------- |
|                            | Conservatore                              | Guy Opperman               | 18 795                  | 43,22                   |
|                            | Lib Dem                                   | Andrew Duffield            | 13 007                  | 29,91                   |
|                            | Laburista                                 | Antoine Tinnion            | 8 253                   | 18,98                   |
|                            | Indipendente                              | Steven Ford                | 1 974                   | 4,54                    |
|                            | BNP                                       | Quentin Hawkins            | 1 205                   | 2,77                    |
|                            | Indipendente                              | Colin Moss                 | 249                     | 0,57                    |
|                            |                                           |                            |                         |                         |
| Iscritti                   | Iscritti                                  | Iscritti                   | 61 416                  | 100,00                  |
| ↳ Votanti (% su iscritti)  | ↳ Votanti (% su iscritti)                 | ↳ Votanti (% su iscritti)  | 43 483                  | 70,80                   |
| ↳ Astenuti (% su iscritti) | ↳ Astenuti (% su iscritti)                | ↳ Astenuti (% su iscritti) | 17 933                  | 29,20                   |
|                            |                                           |                            |                         |                         |
|                            | Esito: collegio confermato a Conservatore |                            |                         |                         |

### Elezioni negli anni 2000
| Partito                    | Partito                                   | Candidato                  | Risultati 5 maggio 2005 | Risultati 5 maggio 2005 |
| Partito                    | Partito                                   | Candidato                  | Voti                    | %                       |
| -------------------------- | ----------------------------------------- | -------------------------- | ----------------------- | ----------------------- |
|                            | Conservatore                              | Peter Atkinson             | 17 605                  | 42,41                   |
|                            | Laburista                                 | Kevin Graham               | 12 585                  | 30,32                   |
|                            | Lib Dem                                   | Andrew Duffield            | 10 673                  | 25,71                   |
|                            | Democratici                               | Ian Riddell                | 521                     | 1,26                    |
|                            | Imperiale                                 | Thomas Davison             | 129                     | 0,31                    |
|                            |                                           |                            |                         |                         |
| Iscritti                   | Iscritti                                  | Iscritti                   | 60 338                  | 100,00                  |
| ↳ Votanti (% su iscritti)  | ↳ Votanti (% su iscritti)                 | ↳ Votanti (% su iscritti)  | 41 513                  | 68,80                   |
| ↳ Astenuti (% su iscritti) | ↳ Astenuti (% su iscritti)                | ↳ Astenuti (% su iscritti) | 18 825                  | 31,20                   |
|                            |                                           |                            |                         |                         |
|                            | Esito: collegio confermato a Conservatore |                            |                         |                         |

| Partito                    | Partito                                   | Candidato                  | Risultati 7 giugno 2001 | Risultati 7 giugno 2001 |
| Partito                    | Partito                                   | Candidato                  | Voti                    | %                       |
| -------------------------- | ----------------------------------------- | -------------------------- | ----------------------- | ----------------------- |
|                            | Conservatore                              | Peter Atkinson             | 18 917                  | 44,60                   |
|                            | Laburista                                 | Paul Brannen               | 16 388                  | 38,64                   |
|                            | Lib Dem                                   | Philip Latham              | 6 380                   | 15,04                   |
|                            | UKIP                                      | Alan Patterson             | 728                     | 1,72                    |
|                            |                                           |                            |                         |                         |
| Iscritti                   | Iscritti                                  | Iscritti                   | 59 820                  | 100,00                  |
| ↳ Votanti (% su iscritti)  | ↳ Votanti (% su iscritti)                 | ↳ Votanti (% su iscritti)  | 42 413                  | 70,90                   |
| ↳ Astenuti (% su iscritti) | ↳ Astenuti (% su iscritti)                | ↳ Astenuti (% su iscritti) | 17 407                  | 29,10                   |
|                            |                                           |                            |                         |                         |
|                            | Esito: collegio confermato a Conservatore |                            |                         |                         |

## Risultati dei referendum

### Referendum sulla permanenza del Regno Unito nell'Unione europea del 2016
|             | Collegio    | Lasciare UE % | Rimanere in UE % |
| ----------- | ----------- | ------------- | ---------------- |
|             | Hexham      | 45,3%         | 54,7%            |
|             | Inghilterra | 53,3%         | 46,7%            |
| Regno Unito | 51,9%       | 48,1%         |                  |